# Krywlany (Białoruś)
Krywlany (biał. Крыўляны, Kryulany; ros. Кривляны, Kriwlany) – wieś na Białorusi, w obwodzie brzeskim, w rejonie kamienieckim, w sielsowiecie Rzeczyca, przy drodze republikańskiej R98 i w pobliżu granic Parku Narodowego „Puszcza Białowieska”.

## Historia
W XIX i w początkach XX w. położone były w Rosji, w guberni grodzieńskiej, w powiecie brzeskim, w gminie Dworce.
W dwudziestoleciu międzywojennym leżały w Polsce, w województwie poleskim, w powiecie brzeskim, do 12 kwietnia 1928 w gminie Dworce, następnie w gminie Kamieniec Litewski. W 1921 miejscowość liczyła 150 mieszkańców, zamieszkałych w 31 budynkach, wyłącznie Białorusinów wyznania prawosławnego.
Po II wojnie światowej w granicach Związku Sowieckiego. Od 1991 w niepodległej Białorusi.